# Куделин (село)
Куделин (болг. Куделин) — село в Болгарии. Находится в Видинской области, входит в общину Брегово. Население составляет 418 человек.

## Политическая ситуация
В местном кметстве Куделин, в состав которого входит Куделин, должность кмета (старосты) исполняет Красимир Асенов Георгиев (Болгарская социалистическая партия (БСП)) по результатам выборов правления кметства.
Кмет (мэр) общины Брегово — Милчо Лалов Выков (Болгарская социалистическая партия (БСП)) по результатам выборов в правление общины.